# Капелюшний Валерій Петрович
Вале́рій Петро́вич Капелю́шний (нар. 2 липня 1963, Соболівка, Шполянський район Черкаська область) — український історик, науковець.

## Біографія
Народився 2 липня 1963 року у селі Соболівка на Черкащині.
У 1980 році закінчив з золотою медаллю Шполянську середню школу № 3. У 1980—1985 роках навчався на історичному, у 1995—1998 роках на юридичному факультетах Київського державного університету імені Тараса Шевченка, які закінчив з відзнакою. З 1987 року асистент, з 1996 року доцент, з 2005 року й понині професор історичного факультету Київського національного університету імені Тараса Шевченка. З 2006 року завідувач кафедри етнології та краєзнавства. У 1996—1999 роках докторант історичного факультету. У 1995—2005 роках декан юридичного факультету Академії праці і соціальних відносин Федерації профспілок України. Кандидат історичних наук (1991), доцент (1996), доктор історичних наук (2004). Заслужений працівник освіти України (2003).

## Наукові інтереси
Сфера наукових інтересів — історія держави і права України, історія та історіографія історії України доби національно-визвольних змагань 1917 — 1921.

## Праці
Автор та співавтор понад 100 публікацій, серед них книг:
- «Нариси з історії України: новий погляд. — Ч. 1». — К.: Вирій, 1996;
- «Історія держави і права України». — К.: Вентурі, 1996;
- «Історія держави і права України: Практикум». — К., АПСВ, 1999;
- «Енциклопедія сучасної України». — Т. 1. — К., 2001;
- «Історія українського права». — К.: Олан, 2001;
- «Історія держави і права України». — К.: Олан, 2001;
- «Замасковані імена: псевдоніми і криптоніми та проблема атрибуції авторства в історіографії українських національно-визвольних змагань 1917 — 1921 рр.». — К.: Нора-Прінт, 2001;
- «Правознавство». — К.: Укр. інформаційно-правовий центр, 2002;
- «Основи правознавства». — К.: Школа, 2003;
- «Українська нація: витоки, становлення і сьогодення». — К.: Олан, 2003;
- "Здобута і втрачена незалежність: Історіографічний нарис української державності доби національно-визвольних змагань (1917 — 1921 рр.). — К.: Олан, 2003;
- «Сучасна Україна: історичні, правові, економічні та духовно-культурні аспекти становлення і розвитку». — К., 2005 та ін.

## Сім'я
Одружений, має дочку.